# Minicia floresensis
Minicia floresensis là một loài nhện trong họ Linyphiidae.
Loài này thuộc chi Minicia. Minicia floresensis được Jörg Wunderlich miêu tả năm 1992.